# Lucilia sericata
Lucilia sericata é uma espécie de inseto cujas larvas, de acordo com pesquisadores franceses, podem ser muito eficientes ao retirar tecidos mortos de grandes feridas que demoram a cicatrizar.